# Mammea sessiliflora
Mammea sessiliflora är en tvåhjärtbladig växtart som först beskrevs av Jean Louis Marie Poiret, och fick sitt nu gällande namn av Jules Émile Planchon och Triana. Mammea sessiliflora ingår i släktet Mammea och familjen Calophyllaceae. Inga underarter finns listade i Catalogue of Life.